# موتلوگون (یوسف‌علی)
موتلوگون (به ترکی استانبولی: Mutlugün) یک منطقهٔ مسکونی در ترکیه است که در یوسف‌علی واقع شده‌است. موتلوگون ۱۶۵ نفر جمعیت دارد.